# Mustang de Cerbat
Le Mustang de Cerbat est un cheval retourné à l'état sauvage, originaire de l'Arizona, dont la population est propre au Cerbat HMA dans cet État américain. Les principales couleurs de robe sont l'alezan, le bai, et le rouan. Leur phénotype est similaire à celui du cheval colonial espagnol, mais l'origine réelle des mustangs de Cerbat n'est pas claire. Ils ont été identifiés par des tests ADN comme issus de chevaux de l'époque du cheval colonial, et ils sont reconnus par le registre du Mustang espagnol. Il existe des Cerbats capables d'ambler.

## Histoire

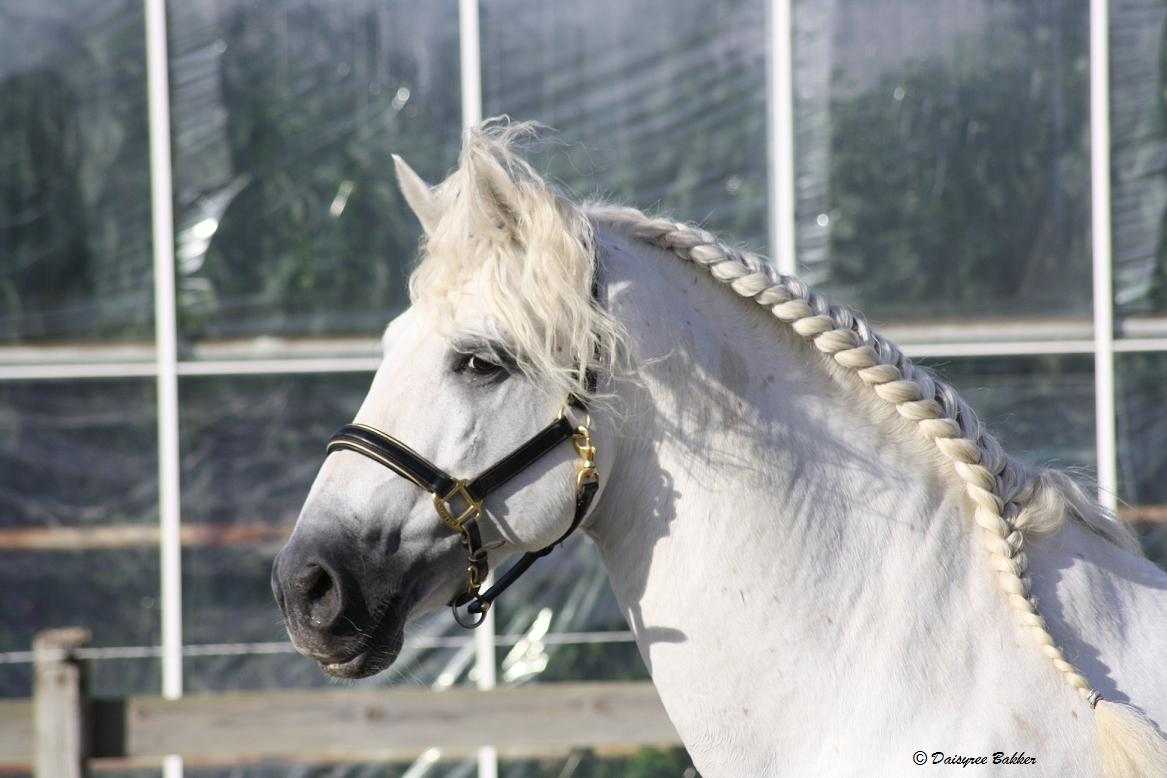
Le cheval Andalou est considéré comme un ancêtre du Mustang Cerbat.

Leur nom vient des monts Cerbat où le troupeau est situé.
Il est supposé que le Mustang de Cerbat soit issu de mustangs espagnols amenés aux États-Unis dans les années 1500. D'autres hypothèses seraient qu'ils soient arrivés dans la région dans les années 1700, ou aient été abandonnées par des éleveurs au début des années 1800. Ils ont été testés par typage sanguin, ce qui a permis de déterminer une ascendance du cheval colonial espagnol. Ils sont décrits comme de type "classique andalou". Les troupeaux de Cerbat ont été documentés comme bien établis en 1860. En 1971, leur nombre a chuté de façon spectaculaire au cours d'une période de sécheresse durant laquelle le bétail des éleveurs est entré en concurrence avec ces chevaux pour l'accès aux rares ressources en eau. À cette époque, environ 18 Cerbats ont été capturés et conservés dans des troupeaux privés. Au fil du temps, environ 20 chevaux restent dans la région. En 1990, un autre vestige de cette population sauvage a été découvert par le Bureau of Land Management, des tests sanguins ont déterminé qu'ils étaient liés aux animaux qui avaient été conservés dans les troupeaux privés,. Les étalons Cerbat en captivité ont été croisés à d'autres juments d'ascendance mustang espagnol pour garder la lignée vivante sans consanguinité.

## Description
Le Mustang de Cerbat présenterait une conformation proche de celle du Pure race espagnole, et des caractéristiques typiques du cheval ibérique. Ils sont hauts d'environ 1,42 m à 1,52 m et pèsent en moyenne de 750 à 800 livres. La première génération née en captivité, cependant, était réputée mesurer seulement 1,37 m. Les Cerbat sont le plus souvent bais et rouans, mais il existe aussi des gris, des noirs, des alezans, et des duns sur le Cerbat HMA en Arizona. Ceux détenus par des propriétaires privés sont le plus souvent bais, rouans ou alezans. Les marques blanches sur les jambes et les têtes sont communes. Les poulains Cerbat rouans naissent rouans, contrairement à certains poulains rouans d'autres races qui naissent d'une couleur sombre et « rouannent » à mesure qu'ils vieillissent, avec un phénomène de décoloration. Ces chevaux sont considérés comme calmes, paisibles et intelligents. Certains Cerbat peuvent se déplacer à l'allure intermédiaire de l'amble.
Ils ont été identifiés comme des descendants du cheval colonial espagnol et des groupes de chevaux sauvages présents de nos jours en Arizona. Pour cette raison, ils sont acceptés par le registre du Mustang espagnol. Il n'y a pas de registre formel du cheval Cerbat.

## Utilisations
Les Mustangs Cerbat sont mis à profit de diverses manières, notamment en endurance, concours complet, trail classes, travail de ranch, team penning, team roping, et pour d'autres compétitions d'équitation western.

## Diffusion de la population
La race est très rare, avec 45 chevaux officiellement enregistrés et un nombre stable d'environ 70 sujets sur le Cerbat HMA.